# Lokomotief (basketbalclub)
Lokomotief is een Nederlandse basketbalclub uit Rijswijk. Het eerste herenteam komt uit in de Promotiedivisie evenals het eerste damesteam. De thuiswedstrijden van de club worden gespeeld in Sportcentrum De Altis. Het tenue van de club is een wit shirt en een rood broekje.
De club werd opgericht op 1 april 1971 als ROC (Rijswijkse Ontspannings- en Sportvereniging) door gymdocent Franklin Dikmoet. De thuiswedstrijden werden gespeeld aan de Steenwijklaan in Den Haag.
In 1987 won Lokomotief de nationale NBB-Beker. Sinds 2015 kent het eerste herenteam van Lokomotief veel successen, waaronder vier opeenvolgende Promotiedivisie titels van 2018 tot 2023 (twee seizoenen kenden geen winnaar vanwege corona).

## Erelijst
| Competitie      | Winnaar | Winnaar                | Runner-up | Runner-up |
| Competitie      | Aantal  | Jaren                  | Aantal    | Jaren     |
| --------------- | ------- | ---------------------- | --------- | --------- |
| Nationaal       |         |                        |           |           |
| NBB-Beker       | 1×      | 1987                   |           |           |
| Promotiedivisie | 4×      | 2018, 2019, 2022, 2023 |           |           |
| Eerste divisie  | 2×      | 2015, 2016             | 1×        | 1989      |

## Eindklasseringen
- 1989 2e
Eerste divisie
- 1990 8e
Promotiedivisie
- 1991 7e
Promotiedivisie
- 1992 8e
Promotiedivisie
- 1993
- 1994
- 1995
- 1996
- 1997
- 1998
- 1999
- 2000
- 2001
- 2002
- 2003
- 2004
- 2005
- 2006
- 2007
- 2008
- 2009
- 2010
- 2011 4e
Eerste divisie
- 2012 8e
Eerste divisie
- 2013 11e
Eerste divisie
- 2014 3e
Eerste divisie
- 2015 1e
Eerste divisie
- 2016 1e
Eerste divisie
- 2017 3e
Promotiedivisie
- 2018 1e
Promotiedivisie
- 2019 1e
Promotiedivisie
- 2020 4e
Promotiedivisie
- 2021 6e
Promotiedivisie
- 2022 1e
Promotiedivisie
- 2023 1e
Promotiedivisie

- Promotiedivisie
- Eerste divisie